# Josef Kammhuber

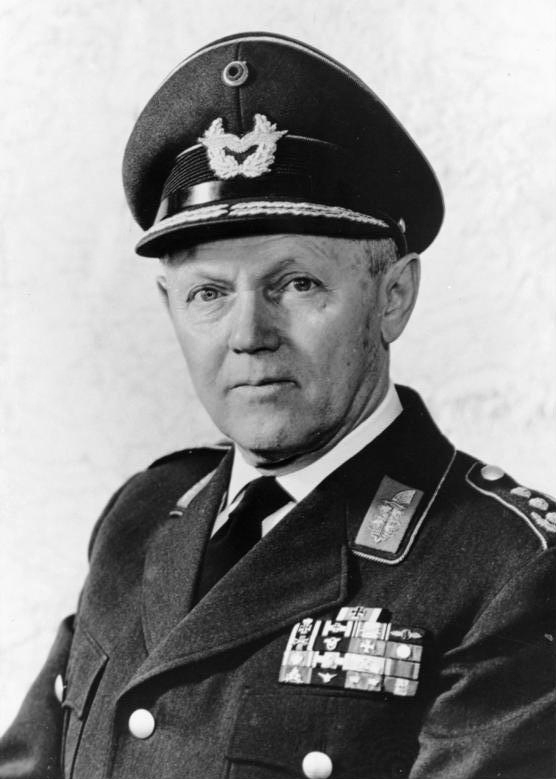
Josef Kammhuber, 1957

Josef Kammhuber (* 19. August 1896 in Burgkirchen am Wald, jetzt Tüßling; † 25. Januar 1986 in München) war ein deutscher General, ab 1956 Generalleutnant und von 1957 bis 1962 der erste Inspekteur der Luftwaffe. Er baute das erste erfolgreiche Verteidigungssystem gegen nächtliche Angriffe im Luftkrieg im Zweiten Weltkrieg auf, die sogenannte Kammhuber-Linie. Kammhuber war außerdem Geschwaderkommodore des Kampfgeschwaders 51, welches den Bombenangriff auf Freiburg am 10. Mai 1940 durchführte, was 57 Einwohner das Leben kostete. In der Bundeswehr erreichte er als einziger Inspekteur einer Teilstreitkraft den Dienstgrad General.

## Leben

### Militärische Karriere bis 1941

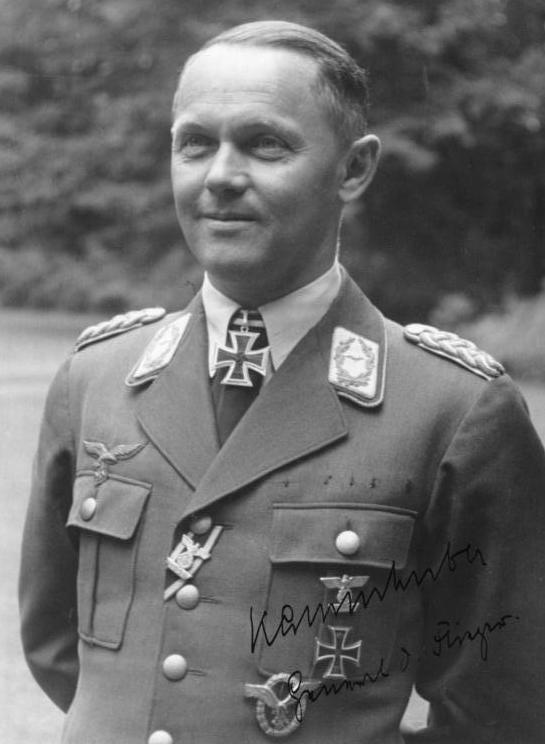
Generalmajor Josef Kammhuber, 1941

Kammhuber wurde in Oberbayern als Sohn eines Bauern geboren. Er besuchte das Ludwigs-Gymnasium in München. Zu Beginn des Ersten Weltkriegs trat der 18-jährige Gymnasiast als Kriegsfreiwilliger in das 3. Bayerische Pionierbataillon ein. Er kam 1915 zur Infanterie und wurde 1917 als Berufsoffizier zum Leutnant befördert. Die Reichswehr übernahm ihn nach dem Krieg, seine Versetzung nach München erfolgte 1923. Er weigerte sich wie andere Offiziere seines Regiments, gegen den Hitlerputsch auszurücken, weil Ludendorff mitmarschierte.
Am 1. April 1925 erhielt Kammhuber die Beförderung zum Oberleutnant. Von 1928 bis 1930 nahm er in der UdSSR an der geheimen Fliegerausbildung teil und wurde 1931 zum Hauptmann befördert. Danach wurde er bis 1933 im für das Heer zuständigen Reichswehr- und mit kurzen Unterbrechungen von 1933 bis 1939 im für die Luftwaffe zuständigen Reichsluftfahrtministerium (RLM) eingesetzt. Er wurde 1937 Chef des Organisationsstabes im RLM und gehörte zum Stab von General Walther Wever, der mit dem Aufbau eines strategischen Bomberkommandos beschäftigt war. Dieses Vorhaben wurde nach Wevers Tod im Juni 1936 aufgegeben. Seine Beförderung zum Oberst erfolgte Anfang 1939.
Nachdem der Reichsregierung klar geworden war, dass die Royal Air Force ein massives Flugzeugbauprogramm in Angriff genommen hatte, verlangte Adolf Hitler die Durchführung eines Bauprogramms mit einem Budget von 60 Milliarden Reichsmark. Die deutsche Flugzeugindustrie war jedoch wegen Mangels an Produktionsmitteln und Rohstoffen außerstande, eine derartige Aufrüstung zu verwirklichen, was von der Luftwaffenführung schließlich eingesehen wurde. Die Stabschefs Hans Jeschonnek, Hans-Jürgen Stumpff und Kammhuber verfolgten daher Kammhubers eigenes Programm mit einem Budget von 20 Milliarden Reichsmark, von dessen Durchführbarkeit man ausging. Staatssekretär Milch arrangierte ein Treffen zwischen den Stabschefs und Hermann Göring, dem Oberbefehlshaber der Luftwaffe. Bei diesem Treffen verlangte Göring, Hitlers Programm solle wie geplant „irgendwie“ in die Tat umgesetzt werden.
Kammhuber bat daraufhin im Februar 1939 um die Rückkehr in den aktiven Dienst. Im Zuge der allgemeinen Mobilmachung wurde er im August 1939 Chef des Generalstabes der Luftflotte 2 unter dem Oberbefehl von General Hellmuth Felmy. Im März 1940 wurde er Kommodore des Kampfgeschwaders (KG) 51 („Edelweißgeschwader“). In dieser Zeit bombardierte das Geschwader am 10. Mai 1940 irrtümlich Freiburg im Breisgau, was 57 Einwohner das Leben kostete. Er leugnete noch 1954 wider besseres Wissen die Beteiligung seines damaligen Truppenteils.
Während des Westfeldzuges wurde Kammhuber beim Unternehmen Paula am 3. Juni 1940 bei Paris abgeschossen und geriet in französische Kriegsgefangenschaft. Nach vier Wochen wieder befreit, kehrte er nach Deutschland ins Oberkommando der Luftwaffe zurück.
Im Juli 1940 wurde Kammhuber zum Kommandeur der 1. Nachtjagddivision ernannt und damit beauftragt, das gemeinsame Kommando über die Scheinwerferbatterien, die Flak- und Radareinheiten zu übernehmen. Bis zu dieser Zeit waren alle diese Einheiten unter getrenntem Kommando. Es gab keine gemeinsame Meldekette; ein Erfahrungsaustausch der Einheiten war nicht geregelt. Er war somit der Koordinator der gesamten deutschen Luftverteidigung geworden. Am 1. Oktober 1940 wurde er zum Generalmajor befördert und am 9. April 1941 mit dem Ritterkreuz des Eisernen Kreuzes ausgezeichnet.
Kammhubers Ernennung zum General der von ihm seit 1940 aufgebauten Nachtjagd und Kommandierenden General des XII. Fliegerkorps (Nachtjagdkorps) erfolgte im August 1941. Ihm waren damit alle Verbände der deutschen Nacht-Luftverteidigung unterstellt. Sein Hauptquartier bezog er in Zeist nahe Utrecht in den Niederlanden.

### Die Kammhuber-Linie

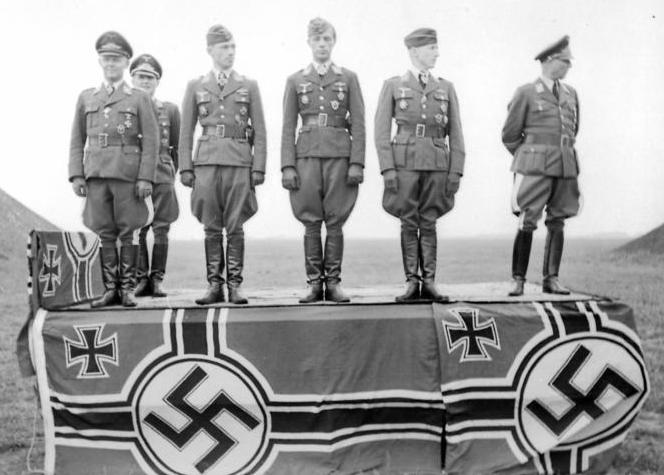
Kammhuber (1. v. links) als Kommandierender General der Nachtjagd, 1942

Kammhuber organisierte den Nachtkampf in Form einer als Kammhuber-Linie (auch Kammhuber-Riegel) bekannt gewordenen Kette von Radarstationen mit überlappenden Überwachungszonen. Diese Linie reichte von Dänemark bis Zentralfrankreich. Jede Überwachungszone, genannt Himmelbett, war etwa 32 km lang in Nord-Süd-Richtung und 20 km breit in Ost-West-Richtung. Die Radarstationen waren zunächst mit einem Freya-Frühwarnradargerät ausgerüstet. In jeder Himmelbett-Zone waren Suchscheinwerfer aufgestellt und zwei Nachtjagdflugzeuge stationiert. Wenn das Radar ein feindliches Flugzeug erfasste, wurde ein mit dem Radar gekoppelter Suchscheinwerfer auf das Ziel gelenkt. Handgesteuerte Suchscheinwerfer folgten diesem und Nachtjäger stiegen auf, um das nun beleuchtete Ziel abzufangen. Die Himmelbetten wurden in der Folgezeit zusätzlich mit jeweils zwei Würzburg-Radargeräten ausgerüstet. Diese Geräte konnten anders als die Freyas auch eine Höhenpeilung vornehmen. Ein Würzburg-Radargerät war dabei auf einen deutschen Jagdflieger fixiert, sobald dieser in die Himmelbett-Zone eintrat. Nachdem das Freya-Gerät einen eindringenden feindlichen Bomber registriert hatte, wurde dieser von dem zweiten Würzburg verfolgt. Dadurch konnte die Besatzung der Radarstation kontinuierlich die Position beider Flugzeuge erhalten und so den Jäger zu seinem Ziel leiten. Einzelne Nachtjäger waren versuchsweise mit Einrichtungen namens Spanner zur Erfassung von Wärmestrahlung der gegnerischen Flugzeugmotoren ausgerüstet. Diese erwiesen sich allerdings in der Praxis größtenteils als nutzlos.

### Fernnachtjagd
Kammhuber gab auch den Anstoß zum Aufbau einer sogenannten Fernnachtjagd-Gruppe, der II./NJG 1, später in I./NJG 2 umbenannt. Er erkannte, dass die wirkungsvollste Bekämpfung der gegnerischen Bomber bei Start und Landung erfolgen konnte. Auch der Schulbetrieb konnte so gestört werden. Wegen seiner Begründung „Man muss den Gegner an der Wurzel packen“ erhielt er bei den Nachtjägern den Spitznamen Wurzelsepp.
Deutsche Funker hörten die Funkfrequenzen der britischen Bomber ab und waren in der Lage, den Beginn einer Angriffswelle festzustellen. Die Einsätze begannen Mitte Juli 1940 von Düsseldorf aus, später erfolgte der Einsatz von Schiphol. Trotz der Erfolge befahl Hitler am 13. Oktober 1941 die Einstellung der Einsätze und die Verlegung der Staffel in den Mittelmeerraum.

### Britische Gegenmaßnahmen
Die britische Aufklärung erkannte schnell die Funktion der Kammhuber-Linie und suchte nach Möglichkeiten, sie zu überwinden. Dazu leistete die Aufklärungsarbeit britischer Geheimdienste wertvolle Arbeit. Zu jener Zeit schickte das britische Bomber Command Flugzeuge jeweils einzeln nacheinander in das Zielgebiet, um die Verteidigungskräfte so weit wie möglich auseinander zu ziehen, was bedeutete, dass jedes Flugzeug nur wenig konzentrierte Flugabwehr auf sich zog.
Allerdings bedeutete dies auch, dass jede der Himmelbett-Radarstationen nur mit einem oder zwei Flugzeugen gleichzeitig beschäftigt wurde, was ihre Aufgabe deutlich erleichterte. Auf Drängen des britischen Geheimdienstwissenschaftlers Reginald Victor Jones änderte das britische Bomberkommando seine Taktik und schickte alle Bomber zugleich in Form eines einzelnen Bomberstroms gegen ein Ziel, wobei sorgfältig darauf geachtet wurde, dass diese genau durch das Zentrum eines Himmelbettes flogen. Nun standen einer Radarstation Hunderte von Bombern gegenüber, denen mit nur wenigen Kampfflugzeugen begegnet werden konnte. Diese Taktik war so erfolgreich, dass die Abschussrate der Nachtjäger gegen Null ging. Eine zusätzliche, massive Behinderung des deutschen Radars erreichten die Alliierten dadurch, dass ihre Flugzeuge bei einer Angriffswelle massenhaft dünne Aluminium-Streifen (Düppel, engl. chaffs, Codename window) abwarfen. Die Radarechos der langsam zu Boden fallenden Metallstreifen machten es unmöglich, die Bomber auf dem Radarschirm zu identifizieren. Durch diese Misserfolge geriet Kammhuber ins Visier von Milch und Göring, der von „faulem Zauber“ und von „verantwortungslosen Redereien und Hirngespinsten schlapper Defätisten“ sprach.

### „Wilde“ und „Zahme Sau“
Kammhuber suchte nach Lösungen, und das Ergebnis war das zweigliedrige Konzept der „Wilden Sau“ und der „Zahmen Sau“. Das „Wilde Sau“ genannte Jagdgeschwader 300, aufgestellt nach einem Vorschlag von Hans-Joachim Herrmann, bestand aus Tagjägern, die im Licht von Leuchtgranaten, Suchscheinwerfern oder Bränden am Boden auf feindliche Bomber zusteuerten und auf Sichtweite angriffen. Ihren größten Erfolg erzielte die „Wilde Sau“ während der Operation Hydra, der Bombardierung der Heeresversuchsanstalt Peenemünde am 17./18. August 1943. De Havilland D.H.98 Mosquito-Bomber hatten Zielmarkierungs-Leuchtgranaten über Berlin abgeworfen. Der Großteil der regulären Nachtjäger wurde ihnen entgegengeschickt. Jedoch stellte sich heraus, dass diese zu weit entfernt und zu langsam waren, um die Mosquitos abzufangen. Die Jäger der „Wilden Sau“ hingegen mit ihren viel schnelleren Focke-Wulf Fw 190 konnten die feindlichen Flugzeuge abfangen. Ungefähr 30 Jäger brachen in die Feindformation ein und schossen 29 der insgesamt 40 britischen Bomber ab. Allerdings war die auf Sicht angreifende „Wilde Sau“ stark wetterabhängig, sodass sich ihre Erfolge in Grenzen hielten.
Die „Zahme Sau“ waren Nachtjäger, die mit Radar ausgerüstet waren. Sie versammelten sich nach Eindringen von feindlichen Flugzeugen in der Luft und suchten sich ihre Ziele mit Hilfe des bordeigenen Radars, oft über mehrere hundert Kilometer hinweg. Zusätzlich wurden sie vom Boden aus von Funkern der Radarstationen der Kammhuber-Linie unterstützt, die Peilungen von Feindbombern durchgaben. Der größte Erfolg der „Zahmen Sau“ war beim Luftangriff auf Nürnberg am 31. März 1944, bei der 95 viermotorige Bomber abgeschossen wurden.

### Weitere Tätigkeit bis zum Kriegsende
Zur gleichen Zeit setzte sich Kammhuber verstärkt für die Konstruktion eines speziell entwickelten Nachtjägers ein. Er entschied sich schließlich für die Heinkel He 219 „Uhu“, nachdem er 1942 Zeuge einer Demonstration ihrer Fähigkeiten geworden war. Jedoch entschied sich Milch dagegen und es kam zum Streit zwischen Kammhuber und Milch. In der Folge wurde Kammhuber im November 1943 nach Norwegen zur Luftflotte 5 (Norwegen-Finnland) abgeschoben, als Befehlshaber einer kleinen Anzahl veralteter Flugzeuge. Im Februar 1945 beorderte Hitler Kammhuber zurück nach Deutschland und ernannte ihn zum „Sonderbeauftragten zur Bekämpfung der viermotorigen Feindflugzeuge“. Angesichts der damaligen militärischen Lage des Deutschen Reiches war diese Position eher theoretischer Natur.

### Nach dem Krieg
Nach der Kapitulation der Wehrmacht geriet Kammhuber mit seinem Stab 1945 in amerikanische Kriegsgefangenschaft, aus der er 1948 entlassen wurde. Er begann eine Karriere als Weinhandelsvertreter. 1948 heiratete er Erika Benn († 1962). 1952 wurde er Mitarbeiter der US Army Historical Division. Nach dem Aufbau der Bundeswehr erhielt er führende Aufgaben für die Luftstreitkräfte. Am 6. Juni 1956 übernahm er im Range eines Generalleutnants die Leitung der Abteilung VI (Luftwaffe) des Bundesministeriums der Verteidigung. Kurze Zeit später wurde er Inspekteur der Luftwaffe, ein Amt, das er von 1957 bis zu seiner Pensionierung am 30. September 1962 ausübte, und Leiter des Führungsstabs der Luftwaffe.
Als einziger Inspekteur einer Teilstreitkraft wurde Kammhuber im Mai 1961 zum (Vier-Sterne-)General befördert. Mit dem Bundesminister der Verteidigung Franz Josef Strauß verband ihn eine Freundschaft. Die Beschaffung der Lockheed F-104 durch die Bundeswehr, die als Starfighter-Affäre bekannt wurde, ging unter anderem auf Kammhubers Vorstellungen zurück. Die Aufstellung der neuen Luftwaffe war an die United States Air Force angelehnt. Sie umfasste die Aufgabenschwerpunkte Luftverteidigung und Luftangriff einschließlich der Unterstützung von Landkriegsoperationen und der Beteiligung an der Abschreckung mit Kernwaffen. Die Luftwaffe hatte eine zentrale Bedeutung in der bis 1967/68 gültigen Strategie der Massiven Vergeltung.
Im Juli 1960 hielt Kammhuber die Grabrede auf Albert Kesselring.
Am 19. Juni 1962 war Kammhuber Augenzeuge des Flugunfalls einer Starfighter-Formation der Luftwaffe. Kammhuber hatte erwogen, dabei mitzufliegen. Günther Rall, ebenfalls Augenzeuge und erster deutscher Pilot mit F-104-Lizenz, schrieb in seiner Autobiografie, Kammhuber habe diese Katastrophe bis zu seiner Pensionierung (30. September 1962) nicht verwunden.

Kammhuber starb am 25. Januar 1986 im Alter von 89 Jahren in München, wo er auch gelebt hat. Beerdigt ist er auf dem dortigen Waldfriedhof. Am 3. Mai 1988 wurde die General-Kammhuber-Kaserne in Karlsruhe nach ihm benannt. Im Juli 2011 zog das Bundesverfassungsgericht (BVG) in die von der Bundeswehr aufgegebene Kaserne, die daraufhin ihren Namen vorläufig verlor, während der Stammsitz des BVG von 2011 bis 2014 saniert wurde.

## Auszeichnungen
- Eisernes Kreuz (1914) II. und I. Klasse[13]
- Bayerischer Militärverdienstorden IV. Klasse mit Schwertern[13]
- Wehrmacht-Dienstauszeichnung IV. bis I. Klasse
- Spange zum Eisernen Kreuz II. und I. Klasse
- Flugzeugführerabzeichen
- Ritterkreuz des Eisernen Kreuzes am 9. Juli 1941[14]
- Frontflugspange für Kampf- und Sturzkampfflieger
- Verdienstorden der Italienischen Republik Großoffizierkreuz am 10. März 1958
- Legion of Merit Kommandeur (amerikanischer Verdienstorden) am 2. August 1961
- Großes Verdienstkreuz des Verdienstordens der Bundesrepublik Deutschland mit Stern und Schulterband (1962)